# Бранко Вукелич (шпигун)
Ця стаття про югославського шпигуна. Про сучасного хорватського політика див. Бранко Вукелич.
Бранко Вукелич (сербохорв. Бранко Вукелић/Branko Vukelić, *1904 — †січень 1945) — югославський шпигун, що працював на агентурну мережу Ріхарда Зорге в Японії.

## Початковий період життя
Вукелич народився в Осієку в 1904 році. Його батько Мілівой був сербським військовим офіцером в австрійській армії в Ліці (регіон в сьогоднішній Хорватії), а його мати Вілма була з родини єврейського походження.
Сім'я Бранка Вукелича переїхала в Загреб (столицю нинішньої Хорватії), де він навчався у середній школі У Загребі Бранко вступив до вищої школи, але був змушений переїхати в Париж через свої зв'язки з комунізмом. Там Вукелич закінчив Сорбонський університет в галузі права.
Після закінчення університету та через велику світову депресію він поновив контакти з комуністами як спосіб знайти роботу під час економічної кризи.

## Життя в Японії
У 1933 році Вукелича було відправлено до Японії як радянського агента контррозвідки після того, як його було завербовано членом Комінтерну на ім'я Ольга. Він працював разом з Ріхардом Зорге в пов'язаній з Радянським Союзом шпигунській мережі (так зване коло Зорге) поряд з Максом Клаузеном, Озакі Хоцумі та ще одним агентом Комінтерну Міяґі Йотоку. Вукелич влаштувався на роботу у французьку газету «Авас», та в сербську щоденну газету «Політика» як її спецкор.
11 лютого 1933 року Вукелич прибув у Йокогаму і прозвітував Ріхардові Зорге, який як керівник мережі звітував перед радянською розвідкою. Хоча це була радянська операція, Вукелича змусили повірити, що він служив Комуністичному Інтернаціоналу.
Шлюб між Бранком та його першою дружиною Едіт було розірвано низкою скандалів, після чого він одружився зі своєю японською перекладачкою Йошіко Ямасакі. Цей шлюб вважався ризикованим для їхньої операції, і Зорге не схвалював його. Вукелич вирішив одружитися без відома Зорге. Керівник мережі звернувся по пораду до Центру в Москві, але йому надійшли інструкції, що Вукелич повинен залишатися в Японії і продовжувати працювати в мережі.
Головні напрямки діяльності Вукелича в мережі зводилися в першу чергу до збору інформації. Він збирав відомості з японських газет і журналів, а також через різноманітні зв'язки у посольствах і журналістських колах. Він також відав фотографічною роботою мережі.
В якийсь момент на Вукелича було також покладено завдання впливати на іноземних журналістів, здебільшого через журналіста New York Herald Tribune Джозефа Ньюмана, у посиленні дійсної японської загрози Сполученим Штатам на Тихому океані, в намаганні послабити тиск Японії на радянський Далекий Схід. Успіхи Вукелича при виконанні цього завдання породили 1 липня 1939 р. статтю в New York Herald Tribune під назвою «Японія вважається все ще націленою на зону Південного моря», яку написав Ньюман.
Шпигунську мережу Зорге було остаточно знищено в 1941 році. Хоча Зорге всіляко намагався применшити участь Вукелича та Міягі, Вукелича було засуджено до довічного ув'язнення поряд з Клаузеном. Бранка ув'язнили в Сугамо, а в липні 1944 року перевели в Абасірі (Хоккайдо, Японія). Вукелич не пережив холодну зиму, і 15 січня 1945 року Йошіко повідомили про його смерть.

## Радянське визнання діяльності Вукелича
Хоча діяльність членів мережі Зорге, у тому числі Бранка Вукелича, до 1960 року не визнавалася, Указом Президії Верховної Ради СРСР 5 листопада 1964 р. Вукелича було посмертно нагороджено орденом Вітчизняної війни першого ступеня.